# Wladimir Petrowitsch Staschkewitsch
Wladimir Petrowitsch Staschkewitsch (russisch Владимир Петрович Сташкевич; * 30. März 1930 in Nowosibirsk; † unbekannt) war ein sowjetischer Ringer und Weltmeister 1955 in Karlsruhe.

## Werdegang
Wladimir Staschkewitsch begann als Jugendlicher mit dem Ringen und wurde Anfang der 1950er Jahre wegen seines erkennbaren großen Talents für diese Sportart zum Armeesportklub in Rostow am Don delegiert.
Er entwickelte sich dort zu einem ausgezeichneten Ringer im griechisch-römischen Stil. In den folgenden zehn Jahren spielte er bei den sowjetischen Meisterschaften im Bantam- und Federgewicht eine herausragende Rolle und kam auch zu einigen internationalen Einsätzen.
Seinen ersten Erfolg bei den sowjetischen Meisterschaften hatte er 1951, als er hinter Artem Terjan aus Kirovobad und Lenc aus Moskau den dritten Platz belegte. 1953 erreichte er bei den sowjetischen Meisterschaften diesen Platz wieder und wurde daraufhin bei den Weltfestspielen der Jugend in Bukarest im Bantamgewicht eingesetzt. Diese Weltfestspiele der Jugend waren eine von den kommunistischen Staaten in den 1950er Jahren initiierte Großveranstaltung, bei der viele Sportarten ausgetragen wurden. Sie fanden erstmals 1951 in Berlin (Ost) statt. Der Stellenwert dieser Veranstaltung war, speziell im Ringen, sehr hoch, weil damals ein Großteil der Weltelite in den sog. Ostblockstaaten beheimatet war.
In Bukarest besiegte Wladimir 1953 den ungarischen Olympiasieger von 1952 Imre Hódos und gewann das Turnier im Bantamgewicht. Diesen Erfolg konnte Wladimir 1955, diesmal aber im Federgewicht, wiederholen, nachdem er wieder sowjetischer Meister 1955 im Federgewicht geworden war.
1955 wurde Wladimir auch bei der Weltmeisterschaft in Karlsruhe im Bantamgewicht eingesetzt. Mit sechs Siegen, drei Schulter- und drei Punktsiegen, gewann er dabei überlegen den WM-Titel.
1956 kam Wladimir bei den sowjetischen Meisterschaften hinter dem Georgier Dzneladze nur auf den zweiten Platz und wurde daraufhin nicht bei den Olympischen Spielen in Melbourne eingesetzt. 1957 wurde er bei den sowjetischen Meisterschaften Dritter hinter Zubkowsij und Mirabi Guduschauri aus Tiflis.
1958 erfolgte sein zweiter Einsatz bei einer Weltmeisterschaft. In Budapest startete er diesmal im Federgewicht, musste aber von Müzahir Sille aus der Türkei und Imre Polyák aus Ungarn Niederlagen einstecken und landete auf dem dritten Platz.
1959 gewann er zunächst den sowjetischen Meistertitel im Federgewicht vor Mirabi Guduschauri und Zubkowskij und siegte auch bei der in der Sowjetunion einen sehr hohen Stellenwert besitzenden II. Völkerspartiade im Federgewicht vor Schelygin und Mironow.
Schließlich wurde er bei den sowjetischen Meisterschaften 1960 noch einmal hinter Mirabi Guduschauri und Konstantin Wyrupajew dritter Sieger.
Dass Wladimir Staschkewitsch in seiner Karriere nicht zu mehr Einsätzen bei internationalen Meisterschaften kam, hat seinen Grund in der äußerst starken Konkurrenz im eigenen Lande und der Tatsache, dass in den 1950er Jahren bei den Weltmeisterschaften turnusgemäß bei den Stilarten jedes Jahr gewechselt wurde. Außerdem fanden von 1949 bis 1966 keine Europameisterschaften statt.

### Internationale Erfolge
(WM = Weltmeisterschaft, GR = griechisch-römischer Stil, Ba = Bantamgewicht, Fe = Federgewicht, damals bis 57 kg bzw. 62 kg Körpergewicht)
- 1953, 1. Platz, Weltfestspiele der Jugend in Bukarest, GR, Ba, vor Imre Hódos, Ungarn und Francisc Horvath, Rumänien;
- 1955, 1. Platz, Weltfestspiele der Jugend in Warschau, GR, Fe, vor Rauno Mäkinen, Finnland und Andersson, Schweden;
- 1955, 1. Platz, WM in Karlsruhe, GR, Ba, mit Siegen über Edvin Vesterby, Schweden, Mojtabavi, Iran, Karl Ditter, Bundesrepublik Deutschland, Mihai Sult, Rumänien, Yasar Yilmaz, Türkei und Pietro Lombardi, Italien;
- 1956, 1. Platz, Welt-Cup in Istanbul, GR,
- 1958, 3.Platz, WM in Budapest, GR, Fe, mit Siegen über Ruchert, Schweiz, Spas Penew, Bulgarien, Vojislav Golosin, Jugoslawien und Franz Schmitt (Ringer), Bundesrepublik Deutschland und Niederlagen gegen Müzahir Sille, Türkei und Imre Polyák, Ungarn

### Wichtigste Länderkämpfe
- 1955, UdSSR gegen Schweden, GR, Fe, Punktsieg über Gunnar Håkansson,
- 1956, Schweden gegen UdSSR, GR, Fe, Punktsieg über Gunnar Håkansson,
- 1956, Schweden gegen UdSSR, Punktsieg über Börjesson,
- 1956, Frankreich gegen UdSSR, Punktsieg über Verdaine,
- 1958, Schweden gegen UdSSR, GR, Fe, Punktsieg über Kurt Johannesson